# Alain Saury
Alain Saury (* 7. März 1932 in Soisy-sous-Montmorency; † 18. April 1991 in Coaraze) war ein französischer Schauspieler und Schriftsteller mit katalanischen und brasilianischen Wurzeln.

## Werdegang
Ab dem 17. Lebensjahr in diversen Jobs tätig, begann Alain Saury als Fotomodell für einige Marken und Auftritten in Fotoromanen. Er besuchte Schauspielkurse bei Tania Balachova, Jacques Charon und Jean Marchat. 1956 wurde er von Sacha Pitoëff für das Theater entdeckt und gab im selben Jahr sein Filmdebüt.

## Kino
Im Kino begann Alain Saury 1956 mit kleinen Rollen in Sacha Guitrys Si Paris nous était conté und in Jean Delannoys Der Liebesroman einer Königin (Marie-Antoinette reine de France). Im selben Jahr spielte er am Pariser Théâtre de l'Œuvre in Sacha Pitoëffs Inszenierung von Maxim Gorkis Nachtasyl den Waska Pepel und 1957 in Yves Allégrets Inszenierung von La guerre du sucre am Théâtre des Bouffes-Parisiens den Brahinzino. Allégret gab ihm 1957 in seinem Film Hinter blinden Scheiben (Méfiez-vous fillettes) die Rolle von Antonella Lualdis Film-Ehemann Léo Dumont, der seine in Gefahr geratene Frau sucht und am Ende wiederfindet. 1958 spielte er Nebenrollen in zwei englischsprachigen Filmen: den an der Front fallenden Film-Ehemann von Virginia McKenna in Lewis Gilberts Carve Her Name with Pride (1957) und den Adjudanten in John Hustons Die Wurzeln des Himmels. 1959 spielt er den Soloviev in Robert Siodmaks Katja, die ungekrönte Kaiserin und den Priester in Pierre Schoendoerffers Pêcheur d’Islande. Im selben Jahr hatte er seine erste Hauptrolle neben Mylène Demongeot und Curd Jürgens in Der Sturm bricht los. Es folgten der romantische Held Jacques in Georges Combrets Sklavin der Pirateninsel, der Gauner Agostin in Pierre Gaspard-Huits Fracass, der freche Kavalier (1961) und die Hauptrolle des Leutnant Veyrac in Léo Joannons Kriegsfilm Fort du fou (1962). Alain Saury erhielt wiederholt Rollen in englischen und amerikanischen Produktionen, so als François in Richard Fleischers Das große Wagnis (1960), als Sanchez in Fred Zinnemanns Deine Zeit ist um (1964) und als Baltazzi in Terence Youngs Mayerling (1968). Neben dem Rachedrama Der Gnadenstoß (1964) und Ladislao Vajdas Abenteuerfilm La dama de Beirut (1965) spielte Alain Saury in zwei Agentenfilmen von Maurice Cloche: Das Geheimnis der blutigen Perlen (1967) und Zucker für den Mörder (1968). Cloche besetzt ihn auch 1973 für Mais moi, tu es Pierre und 1974 für die Miniserie Le charivari de Janjoie.
Regisseur Claude Pierson hatte Alain Saury bereits als Star für den Erotikfilm „Ils sont nus“ (1966) besetzt. Anfang der 1970er Jahre wandte sich Alain Saury dem Pornofilm zu und spielte Hauptrollen mit Hardcore-Szenen in pornographischen Filmen von Pierson, Alain Nauroy („Stella“) und Serge Korber („L’Essayeuse“, „Hurlements de plaisir“, „Pornotissimo“).
Mitte der 1960er Jahre hatte Alain Saury vier Kurzfilme inszeniert, in La journée de Pernette spielte seine Frau Béatrice Arnac die Hauptrolle, in zwei weiteren ist Michel Simon der Erzähler.

## Fernsehen
Im Fernsehen erhielt er zentrale Hauptrollen: In Jean-Christophe Avertys TV-Verfilmung von Dostojewskis Die Wirtin spielte er 1957 den Wassily Ordinoff, in Stellio Lorenzis La mort de Marie-Antoinette den Hérault de Séchelles und 1959 die Titelrolle in Jean-Paul Carrères Cristobal de Lugo. Carrère besetzt ihn auch für die Hauptrolle des Rafael de Villatoya in La forteresse. Es folgen der Bussy d'Amboise in der Alexandre Dumas-Adaption La dame de Monsoreau (1961) und der Titelheld in Une aventure de Jean Bart (1963). 1967 spielte er den Helden Luis im Science-Fiction-Mystery-Drama L’Invention de Morel. Alain Saury spielte auch in der Miniserie Du plomb dans la tête.

## Theater
Nach Nachtasyl und La guerre du sucre spielte Alain Saury 1960 den Cristobal de Lugo am Théâtre du Vieux-Colombier und 1962 den John neben Nicole Berger in Daniel Leveugles Inszenierung von Claude Spaaks „Trois fois le jour“ am Théâtre de l’Athénée. Weitere Theaterstücke waren Jacques Audibertis La Hobereaute und Heinrich von Kleists Das Käthchen von Heilbronn.

## Autor und Naturheilkunde
Alain Saury war auch Dichter, Heilpraktiker, Gründer des Vereins „Les mains vertes“ (Die grünen Hände) und Organisator des Kongresses “Santé et nature” (Gesundheit und Natur) 1977 in Nizza. Er war zudem Autor zahlreicher Bücher über die Vorteile von Pflanzen und Fasten bei Éditions Maloine, Dangles, Tchou. Themen waren Diäten, Pflanzen als Aphrodisiaka, rauchbare Pflanzen und Algen als Quelle des Lebens. Darüber hinaus veröffentlichte er den Kriminalroman „Les Sorties de l’auberge“ und zwei Gedichtbände.

## Privatleben
Er war der Ehemann der französischen Schauspielerin, Sängerin, Komponistin und Dichterin Béatrice Arnac und Vater der gemeinsamen Tochter Bianca Saury.

## Filmographie (Auswahl)
- 1956: Si Paris nous était conté, Regie: Sacha Guitry
- 1956: Der Liebesroman einer Königin (Marie-Antoinette reine de France), Regie: Jean Delannoy
- 1957: Hinter blinden Scheiben (Méfiez-vous fillettes), Regie: Yves Allégret
- 1957: Carve her with pride, Regie: Lewis Gilbert
- 1958: Die sich selbst betrügen (Les Tricheurs), Regie: Marcel Carné
- 1958: Die Wurzeln des Himmels (The roots of heaven), Regie: John Huston
- 1958: Pêcheur d'Islande, Regie: Pierre Schoendoerffer
- 1959: La forteresse (TV-Film), Regie: Jean-Paul Carrère
- 1959: Katja, die ungekrönte Kaiserin (Katia), Regie: Robert Siodmak
- 1959: Der Sturm bricht los (Le Vent se lève) Regie: Yves Ciampi
- 1959: Cristobal de Lugo (TV-Film), Regie: Jean-Paul Carrère
- 1959: Sklavin der Pirateninsel (Marie des Isles), Regie: Georges Combret
- 1961: Das große Wagnis (The big gamble), Regie: Richard Fleischer
- 1961: Fracass, der freche Kavalier (Le Capitaine Fracasse), Regie: Pierre Gaspard-Huit
- 1961: La dame de Monsoreau (TV-Film), Regie: Léo Alain Boudet
- 1962: Fort du fou, Regie: Léo Joannon
- 1963: Une aventure de Jean Bart (TV-Film), Regie: Michel Ayats
- 1964: Le Récit de Rebecca, Regie: Paul Vecchiali
- 1964: Der Gnadenstoß (Le Coup de grâce) Regie: Jean Cayrol, Claude Durand
- 1964: Deine Zeit ist um (Behold a pale horse), Regie: Fred Zinnemann
- 1965: Aventure à Beyrouth / La dama de Beirut, Regie: Ladislao Vajda
- 1965: Ils sont nus, Regie: Claude Pierson
- 1966: Das Geheimnis der blutigen Perlen (Le Vicomte règle ses comptes), Regie: Maurice Cloche
- 1967: L’invention de Morel (TV), Regie: Claude-Jean Bonnardot
- 1968: Mayerling
- 1968: Zucker für den Mörder (Un killer per sua Maestà)
- 1973: Les Garces, Regie: Eddy Matalon
- 1973: Du plomb dans la tête (Miniserie, Regie: Roger Dallier)
- 1974: Le charivari de Janjoie (Miniserie, Regie: Maurice Cloche)
- 1974: La Kermesse érotique, Regie: Raoul André
- 1974: La Chatte sans pudeur, Regie: Eddy Matalon
- 1974: Tamara / Tamara ou comment j'ai enterré ma vie de jeune fille, Regie: Michel Berkowitch
- 1975: Femmes impudiques, Regie: Claude Pierson
- 1975: J'ai droit au plaisir, Regie: Claude Pierson
- 1975: Les Demoiselles à péage / Les Ravageuses du sexe, Regie: Richard Balducci
- 1976: Hurlements de plaisir / Les Fiandises musclées, Regie: Serge Korber
- 1976: L'Essayeuse / Love play, Regie: Serge Korber
- 1976: La Fille à la fourrure / Le Délire des sens, Regie: Claude Pierson
- 1977: Stella, Regie: Alain Nauroy
- 1977: Pornotissimo, Regie: Serge Korber